# Monica Fagan
Pour les articles homonymes, voir Fagan.
Monica Fagan est une artiste-peintre anglaise, née en 1949 et résidant en France.  

## Biographie
Née en 1949 en Angleterre, d'une mère anglaise et d'un père irlandais, elle vient en France étudier à l'École régionale des beaux-arts de Rennes en 1967, puis s'installe en région parisienne en 1978. Elle retrouve la Bretagne en 2019. 
En 1981, elle obtient le Prix de l'Institut Goethe à Paris dans une exposition sur le thème des Carmina Burana de Carl Orff. De 1987 à 1991, elle est présidente de l'association Barbizon, Peintres d'aujourd'hui. De 1994 à 2008, elle expose notamment sur le thème de l'imaginaire au château de Ferrières, qui accueillait le musée de l'imaginaire. 
Elle a réalisé les décors pour trois opéras de Mozart : Les Noces de Figaro (1997), Cosi fan tutte (1999) et Don Giovanni (2005). Elle obtient au Salon de l'Art Fantastique Européen de 2012 au Mont-Dore le trophée de l'Apocalypse Dore pour son diptyque Le choix d'un monde nouveau. Elle est invitée d'honneur au salon d'automne de Lunéville en 2016.

## Œuvre
Monica Fagan peint essentiellement à l'huile. Sa peinture a été décrite comme « imprégnée d’un surréalisme fantastique et onirique »,, et ses tableaux comme « chargés de mystère et de symbolisme ». Elle s'intéresse notamment au rôle de la femme dans les arts, ainsi qu'à la représentation du passage du temps. 
Elle réalise aussi décors et costumes pour la scène, en particulièrement l'opéra, la musique tenant une place particulière dans son œuvre.  